# Znaczenie
Znaczenie – pojęcie, które łączy to, co rejestrujemy naszymi zmysłami z jakimś symbolem. Znak, zdanie, gest, czy dźwięk nie mają znaczenia, jeśli nie odnoszą się do czegoś, co jest nam znane.

## Znaczeniew lingwistyce
Dyscyplinami lingwistyki, które najobszerniej zajmują się zagadnieniem znaczenia są semantyka i lingwistyka kognitywna. Znaczenie definiuje się tu jako wiązkę cech semantycznych. W takim rozumieniu znaczenie nie musi być powiązane ze znakiem językowym i jest tożsame z terminami semem i pojęcie. Sytuacja taka występuje przykładowo w przypadku braku w danym języku wyrazu na określenie obiektu, posiadającego nazwę w innym języku – na przykład zestaw cech semantycznych znaczenia terminu cube farm w języku angielskim nie jest przypisany do konkretnej nazwy w języku polskim i znaczenie to można oddać tylko przez wyliczenie jego cech semantycznych: np. biuro z dużą liczbą pojedynczych stanowisk pracy pooddzielanych ściankami działowymi. W węższym rozumieniu znaczenie przypisane jest do znaku językowego i stanowi treść przekazywaną tym znakiem w procesie komunikacji językowej.

### Własnościznaczenia

#### Strefy konotacyjne
Cechy semantyczne znaczenia danej nazwy nie posiadają jednolitej rangi. Można je pogrupować w trzy strefy konotacyjne:
- I strefa konotacyjna – obejmuje tzw. kryterialne cechy semantyczne właściwe wszystkim desygnatom danej nazwy. Służą one do rozpoznania danego obiektu jako należącego do zbioru obiektów określanych daną nazwą. Przykładowo do kryterialnych cech semantycznych wyrazu kot w języku polskim należą takie cechy jak: niewielkie rozmiary, cztery łapy, wygięty grzbiet itp.[2]. Na podstawie tych cech semantycznych następuje identyfikacja danego obiektu jako wchodzącego w zakres znaczenia danej nazwy. Użytkownik języka nie dokonuje takiej identyfikacji na podstawie wszystkich dostrzegalnych cech obiektu, ponieważ nie ma dwóch obiektów identycznych w każdym detalu. Wynika z tego, że użytkownik języka wybiera pewną liczbę dostrzegalnych cech, wspólnych wszystkim obiektom określanym daną nazwą, czyli wchodzącym w skład denotacji tej nazwy[3].
- II strefa konotacyjna – obejmuje tak zwane konotacje semantyczne, a więc cechy nie służące do identyfikacji obiektu jako desygnatu nazwy, a stanowiące kulturową wiedzę na temat desygnatów. W przypadku znaczenia wyrazu kot zaliczają się tu takie cechy, jak: łapanie myszy, nielubienie psów, drapanie, przekonanie, że czarny kot przynosi nieszczęście itp. Cechy te nie są kryterialne, ponieważ można rozpoznać kota, nawet kiedy nie wykonuje on żadnej z tych czynności. Ponadto dostęp do wiedzy o niektórych cechach (np. przynoszeniu nieszczęścia) użytkownik języka uzyskuje dopiero po rozpoznaniu danego obiektu jako kota.
- III strefa konotacyjna – obejmuje cechy indywidualnie łączone z danym obiektem przez danego użytkownika języka (konotacje nazwy w danym idiolekcie).

#### Radialna struktura znaczenia
George Lakoff zaproponował w 1987 roku teorię radialnej struktury znaczenia, opartą na tzw. logice rozumowania przez zaniedbanie (ang. default logic) Raymonda Reitera. Według interpretacji Lakoffa, „struktura znaczenia” opiera się na prototypowych, wyidealizowanych modelach kognitywnych. Taki model kognitywny to obiekt odczuwany przez użytkowników języka jako najbardziej typowy przedstawiciel danej kategorii semantycznej (zbioru obiektów wchodzących w zakres znaczenia). Zgodnie z obserwacją Reitera istnieją bardziej typowe i mniej typowe przykłady obiektów danej kategorii, np. skowronek czy kondor stanowi bardziej typowy przykład kategorii ptaka niż struś czy pingwin. Obiekty uznawane za typowe przykłady danej kategorii semantycznej według Lakoffa tworzą jej centralną podkategorię. Pozostałe obiekty tworzą podkategorie peryferyjne, mogące być kategoriami centralnymi dla znaczeń podrzędnych kategorii głównej (np. struś jako centralny przykład ptaka nielota) i mogące posiadać własne „niecentralne” podkategorie (w tym wypadku obejmowałyby one np. obiekty, na oznaczenie których wyraz nielot mógłby być użyty w przenośni).
Czasami trudno jest jednoznacznie stwierdzić, które desygnaty należą w języku do centralnej podkategorii zakresu nazwy. Lakoff podaje tu przykład wyrazu matka = kobieta, która kogoś urodziła: kobieta, która kogoś wychowała: kobieta, będąca żoną ojca.

### Polisemia
W przypadku polisemii mówi się o wielowymiarowej naturze znaku językowego. Każde z potencjalnych znaczeń danego znaku językowego nazywane jest jego wymiarem. Według Lakoffa poszczególne wymiary stanowią podkategorie ogólnej kategorii mieszczącej wszystkie desygnaty nazwy we wszystkich jej potencjalnych znaczeniach.
Wyboru znaczenia właściwego w danym akcie komunikacji dokonuje się na podstawie kontekstu. Nazywane jest to aktualizacją znaczenia.

## Znaczenie w filozofii
Ogólnie rzecz biorąc, było co najmniej sześć różnych prób wyjaśnienia czym jest językowe „znaczenie”. Każda z nich wiąże się z obszerną literaturą przedmiotu:
1. Ideowa teoria znaczenia, głównie związana z tradycją brytyjskiego empiryzmu Locke’a, Berkeleya i Hume’a, twierdziła, że znaczenia są czysto mentalną treścią wywołaną przez znaki[7]. Chociaż ta koncepcja znaczenia była od początku związana z wieloma problemami, zainteresowanie nią odnowiło się dzięki współczesnym teoretykom semantycznego internalizmu[8].
2. Teorie ukierunkowane na prawdę utrzymują, że znaczenie to warunki, pod którymi wyrażenie może być prawdziwe lub fałszywe. Ta tradycja odnosi się do Fregego i wielu współczesnych autorów, na czele z Alfredem Tarskim i Donaldem Davidsonem[9].
3. Teorie użycia ujmują znaczenie jako związane z aktami mowy i konkretnymi wypowiedziami. Ludwig Wittgenstein wprowadził ideę „znaczenia jako użycia” oraz wspólnotowe spojrzenie na język[10]. Inni przedstawiciele tego stanowiska to P. F. Strawson, John Searle czy Robert Brandom[11].
4. Referencyjne teorie  znaczenia znane również jako semantyczny eksternalizm,  traktują znaczenie jako równoznaczne z tymi rzeczami na świecie, które są istotnie związane ze znakami. Są dwa szerokie podgatunki eksternalizmu: społeczny i środowiskowy. Pierwszy jest bardzo blisko związany z Tylerem Burgem, a drugi z Hilarym Putnamem, Saulem Kripke[12][13][14].
5. Weryfikacyjne teorie znaczenia są głównie związane z wczesnym XX-wiecznym ruchem logicznego pozytywizmu. Klasyczne sformułowanie takiej teorii mówi, że znaczenie zdania to metoda jego weryfikacji lub falsyfikacji. W tej formie, została ona odrzucona po publikacji Dwóch Dogmatów Empiryzmu Quine’a i przyjęciu przez większość filozofów tezy Duhema-Quine’a[15]. Mimo to Michael Dummett bronił zmodyfikowanej formy weryfikacjonizmu jeszcze po 1970. W tej wersji, rozumienie (a więc znaczenie) zdania polegało na zdolności słuchacza do rozpoznania przedstawienia (matematycznego, empirycznego lub innego) prawdziwości zdania[16].
6. Pragmatyczna teoria znaczenia jest jedyną teorią, w której znaczenie (lub rozumienie) zdania jest zależne od skutków jego zastosowania. Dummett przypisuje tę teorię Charlesowi Sandersowi Peirce’owi i innym XX-wiecznym amerykańskim pragmatystom[16].

## Znaczeniew kognitywistyce systemowej
W kognitywistyce systemowej, gdzie analizuje się procesy poznania i interakcji danego podmiotu inteligentnego z określoną dziedziną rzeczywistą lub myślową, według kognitywistycznego modelu A. M. Gadomskiego (w meta-teorii TOGA) opartego na wzajemnej relacji pomiędzy pojęciami: dane, informacja, preferencje i wiedza, te same dane mogą być nośnikiem różnych informacji, tzn. mogą mieć różne znaczenie.
Znaczenie jest tu wynikiem relacji A Z B, gdzie A symbolizuje coś postrzeganego w określonej dziedzinie rzeczywistej lub abstrakcyjnej DA, zaś B to jego odwzorowanie w innej dziedzinie DB, np. w umyśle ludzkim lub w pamięci komputera. Relacja nadania znaczenia Z może być przechodnia i symetryczna, co zależy od wyboru dziedzin DA, DB, DC, ....
Podstawową funkcjonalną własnością tej relacji jest fakt, że umożliwia ona rozumowanie o dziedzinie DA przy użyciu pojęć z innych dziedzin (np. z różnych teorii).
W zwrocie „A ma głębsze znaczenie” odwołujemy się do wniosków czy konsekwencji postrzeganego A jako rezultatu rozumowania, czyli relacji między A a pewnym X, gdzie X może być, na przykład, przyczyną ważnych dla nas zdarzeń.